# Angerona purpurascens
Angerona purpurascens är en fjärilsart som beskrevs av Barend J. Lempke 1951. Angerona purpurascens ingår i släktet Angerona och familjen mätare. Inga underarter finns listade i Catalogue of Life.